# Michael Gerngroß
Michael Alexander Gerngroß (* 20. Oktober 1977 in Ulm) ist ein zeitgenössischer deutscher Künstler der Abstrakten Farbmalerei, der insbesondere durch seine großformatigen Ölbilder bekannt ist.

## Leben
Als ehemaliges Mitglied der Regensburger Domspatzen studierte Gerngroß nach dem Abitur Kunst und Kunstgeschichte an der Akademie der Bildenden Künste München und anschließend im Rahmen eines Erasmus-Stipendiums ein Jahr an der Kunstakademie in Neapel. Dort arbeitete er unter anderem als Fotoassistent bei Massimo Velo Sass zuständig für Bene Culturali, Napoli. Ab 2006 ist er Schüler bei Professor Jerry Zeniuk in München. Er beendet sein Studium 2009 mit dem Diplom der Akademie der Bildenden Künste in München und dem Bayerischen Staatsexamen für Kunsterziehung. Gerngroß lebt und arbeitet in Grafrath am Ammersee. Seit 2015 geht er einer Lehrtätigkeit in Fach Kunst am Dominikus-Zimmermann Gymnasium in Landsberg am Lech nach.
Gerngroß präsentiert seit 1999 in Einzel und Gruppenausstellungen seine Arbeiten einem breiten Publikum im In- und Ausland. Dabei konzentriert er sich auf sogenannte Farbraummalerei, die unter anderem Ähnlichkeiten mit dem frühen Werk von Frank Stella oder Joan Mitchell, dem amerikanischen abstrakten Expressionismus der 50/60er Jahre entspricht. Seine Arbeiten handeln von Gegensätzen, von Licht und Schatten, starken Strukturen und ausgewogenen Flächen. Dies wird durch den Einsatz von Aluminiumfolie ab 2009 auf die Spitze getrieben. Ab 2010 reduziert der Maler die Farbigkeit und konzentriert sich vermehrt auf die Komposition und Struktur seiner Bilder. Dabei sucht er auch hier immer wieder den Dialog mit Künstlern der Minimal Art.
In vielfacher Hinsicht ist sein Werk eine Reflexion der Kunstgeschichte und gleichzeitig immer wieder ein Experiment mit neuen Materialien, Farben und Formen, die er ganz im Sinne einer reduziert, abstrakten Bildsprache verwendet. Aus den Gemälden entwickeln sich langsam Arbeiten mit fast skulpturalem Charakter, die die Zweidimensionalität bisweilen verlassen.
Dieser Schritt bahnte ihm schließlich den Weg zur Werkgruppe der „Horizontalen Strukturen“. Seit 2012 entstehen die „Konstruktionen“, dreidimensionale Wandobjekte die nun in den realen Raum hineingreifen.

## Ausstellungen (Auswahl)
- 2020 Kunsthaus Kaufbeuren, Kaufbeuren „Blickfang“
- 2014 Galerie Thomas, München “Gastspiel”
- 2013 Galerie Braun-Falco, München “Junge Abstrakte”
- 2013 Monument Art Galerie, Jettingen “Zwischen Stele und Struktur”
- 2012 Art&Space „Lichtblicke Part I“, München
- 2011 Monument Art Galerie, München „Michael Gerngroß und Clemens Heinl“
- 2011 mbf-kunstprojekte „Ferrago 2011“, München
- 2010 Monument Art Gallery, Jettingen-Scheppach „Michael Gerngroß und Brad Howe“
- 2009Modern Art Gallery, Bavarian Show, Los Angeles, USA
- 2009 Lothringer 13, Weltraum Jahresüberblick, München
- 2008 Galerie Noah, Augsburg
- 2008 Gutes Amerika – Böses Amerika – Malerei, Galerie Noah, Augsburg
- 2008 Galerie in Bewegung, Landshut und München
- 2007 Wir zeigen fast alles 2 – Malerei, Kunstpavillon München
- 2007 Wir zeigen fast alles 1 – Malerei, Koloss-Saal Akademie der Bildenden Künste München
- 2005 Die Schöpfung, Malerei, Herkules-Saal der Residenz München
- 2004 Televisione Distrazione di Massa – Malerei, Casina Pompeiana Napoli (in Zusammenarbeit mit dem Goetheinstitut Neapel)
- 2004 Hortus Obscurus, Malerei Staatliche Antikensammlungen München und auch
- 2003 im Museo Archeologico Nazionale di Napoli
- 1999 o. T., Malerei, Instituto Articianelli, Venedig

## Einzelausstellungen
- 2012 Bürgerhaus Unterföhring, „Konstruktionen und Strukturen“
- 2011 Gallery Haleh, Berg, „Horizontale Strukturen“
- 2010 Katalogpräsentation und Einzelausstellung, „Spuren“, mbf-Kunstprojekte, München
- 2008 o. T. – Malerei, Katholische Hochschulgemeinde der LMU München
- 2005 Fermata Napoli – Malerei, Galerie Kunst Office Berlin

## Öffentliche Sammlungen
- Sammlung „Zeitgenössische Kunst“ der BMW-Group-München.
- Carlo Rendano Association, Neapel

## Belege
- https://www.kerberverlag.com/contemporary_art/michael_gerngross/product-67.html
- https://www.merkur.de/lokales/muenchen-lk-nord/ismaning-unterfoehring/unterfoehring-befreiende-kunst-betonwaenden-2510269.html
- http://www.mbf-kunstprojekte.de/artists-gerngross.html
- http://archiv.monopol-magazin.de/kalender/termin/20104296/mbf-kunstprojekte/Michael-Gerngross-SPUREN-TRACES.html
- http://www.haleh-gallery.com/de/horizontal-structures/
- Gerngroß bei flachware.de
- http://www.atelierhaus-baumstrasse.net/kuenstler/gerngross/vita.php?k=gerngross
- Gerngroß in der Residenz, München
- Gerngroß in der Casina Pompeiana, Neapel (Pressrelease)